# ザ・マミー・ミュージアム〜ハムナプトラ 神々の呪い〜
ザ・マミー・ミュージアム〜ハムナプトラ 神々の呪い〜（ザ・マミー・ミュージアム ハムナプトラ かみがみののろい、英: THE MUMMY MUSEUM）は、ユニバーサル・スタジオ・ジャパンのハリウッド・エリアに設置されていたウォークスルータイプのお化け屋敷である。2012年4月28日から7月8日までの期間限定で開催され、火曜日と水曜日は休館日だった。

## 概要
1999年公開の映画『ハムナプトラ』シリーズ（原題: The Mummy）を基に製作されたお化け屋敷タイプのアトラクションで、ユニバーサル・ピクチャーズ100周年特別企画として実施された。
最新のSFX技術やサウンド、セットを駆使し、エジプトの遺跡都市に迷い込んだような臨場感、恐怖、そして興奮を体験できるホラー・エンターテイメントとなっている。
混雑時には整理券が配布される場合がある。

## 沿革
- 2012年3月7日 - ユニバーサル映画100周年記念特別企画として、「ザ・マミー・ミュージアム〜ハムナプトラ 神々の呪い〜」の期間限定オープンが発表される。
- 2012年4月28日 - 「ザ・マミー・ミュージアム〜ハムナプトラ 神々の呪い〜」がオープン。
- 2012年7月8日 -  「ザ・マミー・ミュージアム〜ハムナプトラ 神々の呪い〜」がクローズ。9月に予定されている「ザ・マミー・ミュージアムⅡ」のオープンに向け、リニューアルに入る。
- 2012年9月14日 - ハロウィーン・ホラー・ナイトのイベントの一つとして、「ザ・マミー・ミュージアム〜ハムナプトラ 神々の呪い〜2」がオープン。
- 2012年11月11日 - 「ザ・マミー・ミュージアム〜ハムナプトラ 神々の呪い〜2」がクローズ。
- 2013年9月13日 - ハロウィーン・ホラー・ナイトのイベントの一つとして、「ザ・マミー・ミュージアム〜ハムナプトラ 神々の呪い〜3」がオープン。
- 2013年11月10日 -  「ザ・マミー・ミュージアム〜ハムナプトラ 神々の呪い〜3」がクローズ。

## ストーリー
館員の失踪事件が原因で閉館に追い込まれた「ザ・マミー・ミュージアム」が、金儲けを目論む館長によって再び営業を開始する。
ゲストは、死者の都ハムナプトラから持ち帰られた数々の財宝を見学することになる。しかし、その財宝には恐ろしい秘密が隠されていた。死者の都から古代の司祭イムホテップやアヌビスが蘇り、ゲストは最恐の世界に迷い込んでしまう。
果たしてゲストは、この恐怖の博物館から無事に帰還することができるのか。

## ツアールート
ツアーは2つの中から選択する。
イムホテップの館
イムホテップによってミイラ化された博物館員や、恐ろしい生物に遭遇するルート。
アヌビスの復活
邪悪な儀式と、その儀式を司るアヌビス神が待ち受けるルート。

## ザ・マミー・ミュージアム〜ハムナプトラ 神々の呪い〜2
2012年9月14日から11月11日までの金・土・日・月曜日および10月31日の18時から開催された。「ザ・マミー・ミュージアム」が春に好評を博したのを受け、さらに内容を強化して復活。あの博物館には、さらに恐ろしい物語が潜んでいた。
このアトラクションはハロウィーン・ホラー・ナイトの一環として行われ、ほかにも「アンブレラ社〜t-ウイルス・エスケープ〜」や「バイオハザード〜ラクーンシティ〜」、サイコ・サスペンス映画『13日の金曜日』のジェイソンが登場する「ジェイソンのブラッド・ダイナー」など、多くのホラー・アトラクションが実施された。
春に開催された際、アトラクションの出口にてザ・マミー・ミュージアムⅡの案内パンフレットが配布されていた。

### ストーリー
春に発生した恐怖の事件を受け閉鎖されていたあの博物館が再び営業を再開。しかし、呪いはまだ終わっていなかった。博物館を訪れたゲストは、今まで以上に恐ろしい体験をすることになる。

### ツアールート
博物館に入ったゲストは呪われ、この呪いを解くために、聖なるコインもしくは宝石を壺に入れるミッションを与えられる。ゲストは6〜7人のグループに分けられ、非常に暗い中を進む。この際、グループには1本のペンライトが渡されるが、このライトは5分で消えてしまうため注意が必要である。
春に開催された際と比べ、ツアールートには変更が加えられており、クライマックスの演出も大幅に異なるものとなっている。
- イムホテップの館
- アヌビスの復活

### 所要時間
各およそ4分

### 場所
ステージ 22

### 注意事項
- ホラー・レベル：5
- 過激な殺人シーンや残虐な表現が含まれている。
- 入館には整理券が必要（ステージ14でパークオープン時に配布）。
- 小学生未満は体験不可（チャイルド・スイッチ対応）。
- 中学生未満のゲストには大人の同伴が強く推奨される。

## ザ・マミー・ミュージアム〜ハムナプトラ 神々の呪い〜3
2013年9月13日から11月10日までの金・土・日・月曜日、および10月31日の12時からオープン（ホラー・ナイトは18時から開始）。昨年春と秋に開催され好評を博した「ザ・マミー・ミュージアム」がさらにパワーアップして復活。
このアトラクションは、映画『ハムナプトラ』シリーズの壮大な世界観をテーマにしており、エジプトの砂漠に埋もれた遺跡都市を再現している。今年はゲストが極限の恐怖に直面する最恐演出を取り入れ、大絶叫のクライマックスが用意されている。

### 場所
ステージ 22

### 注意事項
- ホラー・レベル：2
- 一部に暴力的なシーンやグロテスクな表現が含まれる。
- 今年は整理券の配布はなし。
- 未就学児は体験不可。
- 小学生の体験には大人の同伴が必要。

## 利用制限
- ホラー・レベル：最高度 ホラーコンテンツが苦手なゲストには体験を控えることを推奨している。
- 小学生未満のゲスト：入館不可（チャイルド・スイッチ対応）。
- 中学生未満のゲスト：保護者の同伴を推奨している。